# Electrodesionización
La electrodesionización (EDI) es una tecnología híbrida de purificación de agua consiguiendo un alto grado de pureza. Consiste en la combinación del método de intercambio de iones con la electrodiálisis, para eliminar las impurezas (iones disueltos). Es un proceso similar a la electrodiálisis, se aplica corriente eléctrica continua a los electrodos, pero en el caso de la EDI hay membranas semipermeables al paso de iones entre las cuales existe una resina de intercambio iónico. Recibe mucha atención debido a que no necesita químicos para la regeneración de resinas. 
La aplicación más común de la electrodesionización es el tratamiento de agua para obtener un alto grado de pureza, con una conductividad inferior a 0.1 μS/cm y una resistencia eléctrica en un rango de 8-17 MΩM gracias a su elevada eficiencia. gracias a su elevada eficiencia. La electrodesionización suele encontrarse tras un proceso de Ósmosis Inversa (RO) como tratamiento de pulido y, a diferencia de otros métodos, no requiere de tratamientos químicos, lo que permite que la unidad opere en régimen continuo. Por esta razón, el proceso de electrodesionización también es conocido como Electrodesionización Continua (CEDI).

## Historia
Tradicionalmente se han llevado a cabo procesos similares a este a través de electrodiálisis, pero a partir de cierto nivel de pureza, se convertía en un proceso costoso debido al elevado potencial requerido, por lo que no era útil para obtener agua ultrapura.
Para la obtención de agua de un alto nivel de pureza, el método del intercambio de iones se aplicaba en el proceso de desmineralización con resinas sintética, que una vez saturadas con el exceso de sales, tenían que ser regeneradas con exceso de reactivos ácidos y bases y seguidamente neutralizarse. En la década de 1950, William Katz, un ingeniero químico que trabajaba para una empresa especializada en desionizar agua, Ionics Incorporated, presenta un artículo con el nombre "The present status of electric membrane demineralization" en la Conferencia Internacional del Agua, donde incluye una resina de intercambio iónico entre las dos membranas (a diferencia de la electrodiálisis), que facilitaba el movimiento de los iones, por lo que no era necesario aplicar una diferencia de potencial demasiado elevada cuando la concentración de iones era demasiado baja, permitiendo así su uso para obtener agua ultrapura. Sin embargo, no tuvo muy buena aceptación ya que los dispositivos eran grandes y costosos, además de no ser apropiados para aguas duras o con presencia de materia orgánica.
No fue hasta treinta años después en 1984, mientras trabajaba para Millipore (ahora propiedad del Grupo Merck), Harry O’Hare obtuvo la primera patente de un dispositivo de electrodesionización aunque, una vez más, no tuvo demasiada relevancia al principio, ya que en aquella época se preferían los sistemas de ósmosis inversa. No fue hasta unos años después que se empezó a pensar en conectar el dispositivo EDI después de sistema de ósmosis, llegando a unos niveles muy elevados de pureza del agua.

## Fundamento teórico
La estructura común a todos los sistemas de electrodesionización consiste en una serie de compartimentos contiguos. En la cámara principal está la resina de intercambio iónico a través de la cual fluye la corriente principal de agua que se quiere purificar. A los lados de esta se encuentra la membrana aniónica a un lado y la catiónica al otro, las cuales solo dejan pasar a los iones correspondientes, pero no al agua. A los lados de estas membranas se sitúan el ánodo y el cátodo que, al aplicar una corriente continua, atraen a los iones disueltos en el agua.  Las capas superficiales de la resina eliminana la resistencia a la difusión, permitiendo que los iones se muevan más rápido hacía la superficie de la membrana. Esta resina actúa como conductor, sirviendo de puente para que los iones se muevan más rápido. Entre la membrana y el electrodo, fluye una corriente de agua “concentrada” que recoge estos iones y los lleva en la corriente. Esta corriente de agua concentrada puede ser recirculada para menor consumo. 
Una ventaja considerable de este sistema es que, debido a la diferencia de potencial aplicada, se lleva a cabo la electrólisis del agua, por lo que los iones hidrógeno e hidroxilo son atraídos por los electrodos correspondientes, creando un movimiento continuo que regenera constantemente la resina iónica así como la membrana al desplazar los iones que permanecen en ellas, evitando así el uso de químicos para el proceso de regeneración de resina.

## Aplicaciones
La tecnología EDI es altamente utilizada en la generación de agua ultrapura. Por ello, es de esperar su presencia en todos los procesos donde agua de alta pureza es requerida como es el caso aplicaciones en la industria farmacéutica y de generación de energía. 
La principal aplicación de la electrodesionización es la purificación de agua que sale del proceso de osmosis inversa. Se utiliza como agente de refinado para el agua permeada proveniente del proceso previo, de esta forma se consigue una baja conductividad como bajos niveles de silicio.  

### Industria microelectrónica
Un campo de aplicación donde la pureza del agua es crítica es el relacionado con la industria microelectrónica, industria en la cual se diseñan y se producen componentes electrónicos muy pequeños como condensadores y transistores. El agua requerida para estos procesos debe presentar valores de resistividad de hasta 18 MΩ-cm y reducción de todo tipo de partículas mayores de 0,05 μm.
En este caso, el agua ultrapura es necesaria porque se utiliza en algunas etapas de la fabricación de semiconductores como vapor para crear la capa protectora de dióxido de silicio.

### Industria farmacéutica
Con respecto al uso farmacéutico, el agua de alimentación para muchos de los procesos y lavados en la industria farmacéutica requiere agua de alta calidad. La calidad de agua en estos campos está regulada por las normas establecidas por la Farmacopea. Las normas de la farmacopea europea definen dos calidades de agua: agua pura y agua para inyectables. 

### Industria energética
La electrodesionización también se utiliza ampliamente para producir agua de gran pureza para alimentar las calderas de alta presión y la generación de vapor en la industria energética. 
En los equipos que trabajan a alta presión y temperatura es muy importante evitar el fouling (ensuciamiento) debido a los minerales y otras partículas que pueda contener el agua. De no ser así, los costes de mantenimiento y operación serán muy elevados además de baja eficiencia de los equipos. 

### Proceso de refinado del agua
Como se ha mencionado anteriormente, esta tecnología se utiliza normalmente para un mayor refinado del agua, por lo tanto, es de esperar que el proceso de electrodesionización viene a ser el último paso de una secuencia de unidades y/o etapas de purificación del agua. 
Por lo general, la primera etapa consiste en una filtración teniendo en cuenta el tamaño de las partículas que hay que eliminar. Así, el tipo de filtración que se va a utiliza se basa en el nivel de retención que se desea obtener. Se tratará de una microfiltración si las partículas se sitúan entre 0,01 y 0,1 micrómetros; la ultrafiltración se suele utilizar con partículas de tamaño entre 1 y 10 Angstroms y, por último, la nanofiltración resulta adecuada con partículas de tamaño inferior a 1 angstrom.  La filtración permite operar dentro de esto amplio rango de medidas gracias a la posibilidad de elección de diferentes membranas que mejor se adaptan a cada caso.
Después de la filtración, se procede con la etapa de ablandamiento del agua en la que se eliminan el calcio, el magnesio y otros minerales. Es extremadamente importante asegurar la ausencia de estas partículas en el proceso debido a sus efectos negativos sobre los equipos; muchos de los cuales dejan de funcionar correctamente o de forma eficiente en presencia de estos, lo que conlleva un directo aumento en el coste energético y/o un fallo completo del equipo.  
Una vez se eliminan los minerales, el proceso sigue con la osmosis inversa para eliminar las partículas más pequeñas que 1 Angstrom. Y finalmente, el proceso de purificación de agua acaba con la EDI. Por ejemplo, en el paso de la osmosis inversa a la EDI la concentración de cloruro disminuye de 750 µg/l a menos de 0,02 µg/l. De este modo, se obtiene más de un 99,9% de retención de cloruros, fosfatos y sulfatos en el tratamiento EDI.
Este nivel de depuración puede procesar grandes caudales dependiendo principalmente de la tensión eléctrica aplicada por las pilas utilizadas.

## Ventajas y desventajas
Algunas ventajas de la EDI sobre los sistemas convencionales de intercambio de iones son el hecho de que no se necesitan productos químicos (como ácidos o sosa cáustica) para eliminar las partículas no deseadas, por lo que no son necesarias unidades de almacenamiento, bombeo ni suministro de dichas sustancias. Esto hace que el proceso sea más seguro y conlleva un menor consumo de otros materiales, además de menores gastos de operación y menor huella de carbono.
La tecnología EDI elimina el procesamiento por lotes y proporciona una calidad de agua consistente. Por lo tanto, las operaciones son continuas y sencillas. El hecho de que el proceso sea continuo reduce la complejidad de los procedimientos operativos y la cantidad de personas necesarias para el proceso, menos tiempo y espacio de instalación. Todo esto resulta en una reducción de las necesidades de la planta, el espacio y el mantenimiento. Otro punto importante es la posibilidad de transportar y retirar los módulos de EDI.
Por otro lado, el único punto débil de esta tecnología es que requiere un pretratamiento intensivo, normalmente ósmosis inversa, como se ha mencionado anteriormente, ya que es sensible a la calidad del agua de alimentación, especialmente a la presencia de contaminantes orgánicos y las aguas duras.

## Situación de la electrodesionización en el mercado
Las aplicaciones de la electrodesionización, junto con las ventajas que esta tecnología presenta frente a alternativas más convencionales, han permitido que este método de separación se introduzca en diferentes sectores industriales a lo largo de los años. De hecho, algunas tecnologías tradicionales como la desionización de lecho mixto, están siendo sustituidas por procesos de CEDI.
El aumento de la demanda en sectores industriales en crecimiento como son la producción de semiconductores, energía y empresas farmacéuticas, han permitido que el volumen de mercado de ventas relacionados con la electrodesionización se viese incrementado en un 10% en 2017.  En el año 2020 se invirtieron 850M USD en equipos EDI y las estimaciones apuntan a que en el año 2027 esta cifra alcanzará los 1.200M USD.
Algunas de las empresas líderes en el sector debido a la diferenciación de sus productos son Suez S.A., Veolia Environment S.A., Evoqua Water Technologies LLC, Qua Group, Dow-Dupont Inc., Snowpure LLC y Mega A.S.

### Proceso FEDI
Un ejemplo de diferenciación de productos es el proceso FEDI (Fractional Electrodeionization) patentado por la compañía Qua Group. Dicha empresa ofrece módulos que permiten operar en régimen de un solo voltaje como en el proceso CEDI, aunque también ofrecen la posibilidad de aplicar un voltaje dual para efectuar la separación.
El agua tratada en el proceso de electrodesionización presenta dos tipos de impurezas que son eliminadas durante la separación: impurezas tanto fuerte como débilmente ionizadas. Ambos tipos requieren de distinta energía eléctrica para ser recuperadas de la alimentación, disminuyendo los requisitos de corriente a medida que aumenta la ionización de la especie.
La particularidad del proceso FEDI es que, durante la operación en régimen dual, la separación se realiza en dos etapas que operan con distintos voltajes e intensidades de corriente de modo que en la etapa 1 (eliminación de dureza) se recuperan la mayor parte de las impurezas fuertemente ionizadas evitando que precipiten en la etapa 2 (eliminación de sílice). En la segunda etapa se aplica mayor voltaje para eliminar las impurezas débilmente ionizadas. Para reducir la precipitación, ambas etapas poseen sus propias cámaras de concentrado y los residuos abandonan el proceso en corrientes independientes.
El agua tratada mediante la tecnología descrita puede presentar resistividades entre 5 y 18MΩ/cm y concentraciones de sílice máximas en un rango de 5 a 50ppb.

## Perspectivas de futuro
Es probable que, en un futuro, la electrodesionización incremente sus posibles aplicaciones y no sólo se aplique para la purificación de agua ultrapura, sino también para la separación selectiva y la concentración de productos. Los avances en nuevos materiales mejorados, recubrimientos de electrodos, resinas de intercambio iónico y nanomateriales, aumentarán la eficacia de los sistemas de electrodesionización permitiendo reducir los costes de operación y posibilitando la escala a nivel industrial.
Una de las perspectivas de futuro de la electrodesionización podría ser la obtención de la electricidad necesaria a partir de fuentes de energía renovables como la energía fotovoltaica. De este modo, sería posible desalar aguas salobres en regiones remotas u obtener nuevas fuentes de agua para su uso. Para ello deben superarse las principales limitaciones que presentan las tecnologías implicadas en el proceso y lograr disminuir los costes de estos equipos.
Otra de las propuestas investigadas es el uso de obleas de resina Janus bipolar con nanopartículas de catalizador incorporadas para favorecer, de este modo, la disociación del agua y con ello, la regeneración de la membrana. Este tipo de membranas promueven nuevas aplicaciones de la CEDI para control del pH.